# 브렌단 하울린

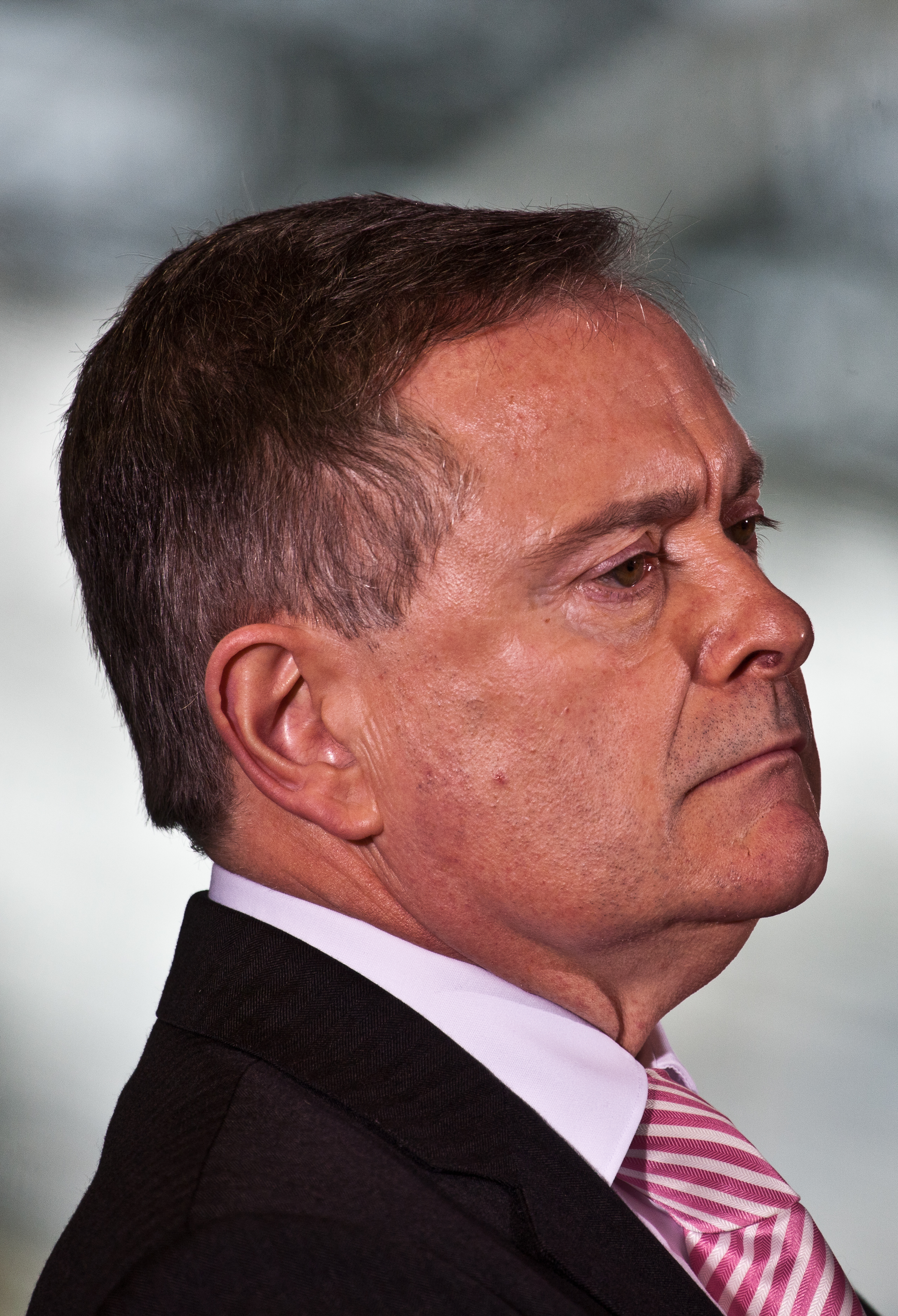

브렌단 하울린(영어: Brendan Howlin, 1956년 5월 9일 ~ )은 아일랜드의 정치인으로 2016년 5월 이래 노동당의 대표를 지내고 있다. 그는 1987년 이래 웩스퍼드 선거구의 국회의원을 역임하고 있는 중이다. 2011년부터 2016년까지 공공지출개혁부 장관을, 2007년부터 2011년까지 국회부의장을, 1997년부터 2002년까지 노동당 부대표를, 1994년부터 1997년까지 환경부 장관을, 1993년부터 1994년까지 보건부 장관을 지낸 바 있다. 1983년 총리 지명직 상원의원으로 선출되어 1987년까지 역임했다.